# Ушас
Ушас (на санскрит: उषस्; uṣas „зора, разведеляване“) е божество във ведийската митология.
Изобразявана е като млада, красива жена, която обича да танцува. На разсъмване тя отваря небесната врата и пуска да пасат „розовите крави“ (утринните облаци), приветства птиците и събужда животните. Движи се в златна колесница, прогонва злите духове на тъмата и осветява пътищата. В късния ведически период, Ушас е възприемана повече като „вечер“. Също така тя се счита за съпруга на Суря, бога на Слънцето. Неин враг е бог Индра, бог на бурите, гръмотевиците и мълниите.